# Vidima
Vidima (bulgariska: Видима) är ett vattendrag i Bulgarien.   Det ligger i regionen Gabrovo, i den centrala delen av landet, 150 km öster om huvudstaden Sofia.
Omgivningarna runt Vidima är en mosaik av jordbruksmark och naturlig växtlighet. Runt Vidima är det ganska glesbefolkat, med 43 invånare per kvadratkilometer.